# Udo Beyer
Pour les articles homonymes, voir Beyer.
Udo Beyer, né le 9 août 1955 à Stalinstadt (aujourd'hui Eisenhüttenstadt), est un ancien athlète est-allemand, spécialiste du lancer du poids. 

## Carrière
Beyer est l'aîné d'une famille de six enfants. Comme tous ses frères et sœurs, il a joué au handball dans le club local et a même fait partie de la sélection du district de Francfort-sur-l'Oder. Sur le conseil de son père, il se consacra à l'athlétisme et devint l'un des meilleurs lanceurs de poids participant à quatre Jeux olympiques d'été malgré son absence en 1984 pour cause de boycott. 
Aux Jeux olympiques de Moscou, sa sœur Gisela et son frère Hans-Georg participèrent également. Udo remporta le bronze au lancer du poids, Gisela termina quatrième au lancer du disque et Hans-Georg fut champion olympique en handball.
Il sortit en outre vainqueur de l'épreuve du poids disputée lors de la première coupe du monde des nations, en septembre 1977 à Düsseldorf, avec un essai de 21,74 mètres constituant alors un nouveau record national [1].
Il est élu personnalité sportive allemande de l'année en 1978.

## Palmarès

### Jeux olympiques
- 1976 à Montréal ( Canada)
  -  Médaille d'or au lancer du poids
- 1980 à Moscou ( Union soviétique)
  -  Médaille de bronze au lancer du poids
- 1988 à Séoul ( Corée du Sud)
  - 4e au lancer du poids
- 1992 à Barcelone ( Espagne)
  - éliminé en qualifications au lancer du poids

### Championnats du monde d'athlétisme
- 1983 à Helsinki ( Finlande)
  - 6e au lancer du poids
- 1987 à Rome ( Italie)
  - 6e au lancer du poids

### Championnats d'Europe d'athlétisme
- 1974 à Rome ( Italie)
  - 8e au lancer du poids
- 1978 à Prague ( Tchécoslovaquie)
  -  Médaille d'or au lancer du poids
- 1982 à Athènes ( Grèce)
  -  Médaille d'or au lancer du poids
- 1986 à Munich ( Allemagne)
  -  Médaille de bronze au lancer du poids
- 1990 à Split ( Yougoslavie)
  - 6e au lancer du poids

## Records du monde
- 22,15 m le 6 juillet 1978 à Göteborg (amélioration de 15 cm du record d'Aleksandr Baryshnikov)
- 22,22 m le 25 juin 1983 à Los Angeles (amélioration de son précédent record, sera battu par Ulf Timmermann en 1985 avec un lancer à 22,62 m)
- 22,64 m le 20 août 1986 à Berlin (amélioration de 2 cm du record d'Ulf Timmermann, sera battu par Alessandro Andrei)

## Référence et Lien externe
1. L'Equipe des 3 et 4 septembre 1977.
- Ressources relatives au sport :   - Munzinger
  - Olympedia
  - Tilastopaja
  - Track and Field Statistics
  - World Athletics